# 1910 في المملكة المتحدة
فيما يلي قوائم الأحداث التي وقعت خلال عام 1910 في المملكة المتحدة.

## سياسة

### تعيين في المنصب
- 19 فبراير – ونستون تشرشل وزير الدولة للشؤون الداخلية [الإنجليزية]‏.
- 6 مايو – جورج الخامس ملك المملكة المتحدة عاهل المملكة المتحدة [الإنجليزية]‏.

### انتهاء فترة المنصب
- 6 مايو – إدوارد السابع ملك المملكة المتحدة عاهل المملكة المتحدة [الإنجليزية]‏.

## رياضة
- 1 يناير – بطولة ويمبلدون 1910

## كتب
من الكتب التي صدرت هذه السنة في المملكة المتحدة:
- 1 يناير – نهاية هاورد من تأليف إي. إم. فورستر.

## مواليد

### يناير
- 1 يناير – جوان روبنسون[1]
- 9 يناير – جيمس إل توك فيزيائي بريطاني.

### فبراير
- 4 فبراير – ألبرت ووكر لاعب كرة قدم إنجليزي.
- 13 فبراير – بن درينكووتر متسابق دراجات نارية من المملكة المتحدة.
- 13 فبراير – ويليام شوكلي[2]
- 22 فبراير – جورج هنت لاعب كرة قدم إنجليزي.
- 26 فبراير – نانسي ليل لاعبة كرة مضرب بريطانية.

### مارس
- 1 مارس – أرشر مارتين كيميائي بريطاني.[3]
- 1 مارس – ديفيد نيفن[4]
- 11 مارس – هنري ليبسون فيزيائي من المملكة المتحدة.

### يونيو
- 15 يونيو – دايفيد روز[5]
- 15 يونيو – ريمون توكي
- 29 يونيو – إريك هوتون لاعب ومدرب كرة قدم إنجليزي.

### يوليو
- 20 يوليو – فيرونيكا ويجوود[6]
- 26 يوليو – سيريل فرانك كولبروك فيزيائي بريطاني.

### أغسطس
- 8 أغسطس – جيمي ميرفي لاعب كرة قدم ويلزي.
- 10 أغسطس – جوردون جراي[7]
- 28 أغسطس – رامون زابالو لاعب كرة قدم إسباني.

### سبتمبر
- 9 سبتمبر – سيدني ليزلي غودوين

### أكتوبر
- 9 أكتوبر – جاك كرايستون لاعب ومدرب كرة قدم إنجليزي.[8]
- 12 أكتوبر – إف. إف. بروس ثيولوجي من المملكة المتحدة.[9]
- 29 أكتوبر – ألفرد آير[10]
- 29 أكتوبر – دانييل بيدو رياضياتي بريطاني.

### ديسمبر
- 29 ديسمبر – رونالد كوس[11]

## وفيات

### فبراير
- 16 فبراير – كلود كوندر (مواليد 1848)

### أبريل
- 2 أبريل – بويد الكسندر (مواليد 1873)
- 14 أبريل – أنوين سوتر (مواليد 1839) لاعب كركيت من المملكة المتحدة.

### مايو
- 6 مايو – إدوارد السابع ملك المملكة المتحدة (مواليد 1841)[12]
- 12 مايو – ويليام هاغينز (مواليد 1824) عالم فلك بريطاني.[13]
- 31 مايو – إليزابيث بلاكويل (مواليد 1821) عالمة أمريكية.[14]

### أغسطس
- 3 أغسطس – إدوارد لينلي سامبور (مواليد 1844) رسام كارتون من المملكة المتحدة.[15]

### ديسمبر
- 29 ديسمبر – ريجنالد دوهرتي (مواليد 1872) لاعب كرة مضرب من المملكة المتحدة.